# 鄂尔多斯市
鄂尔多斯市（汉语拼音字母：Ôrdôs hôt）是中华人民共和国内蒙古自治区下辖的地级市，位于内蒙古自治区西南部，前身为伊克昭盟。市境东临呼和浩特市、山西省忻州市，南邻陕西省榆林市、宁夏吴忠市，西界阿拉善盟、乌海市、宁夏石嘴山市、银川市，北接包头市、巴彦淖尔市。地处鄂尔多斯高原，西北部为库布其沙漠，南部为毛乌素沙漠，东部为丘陵沟壑，北部为黄河冲积平原，地势较低。黄河环绕市境东、北、西三面边界。
鄂尔多斯煤炭资源丰富，全市约八成面积蕴含煤炭，石油、天然气、稀土矿产等储量亦丰，被概括为“羊煤土气”。自20世纪末得到开发以来，经济总量一直迅速攀升，因其强劲的经济发展势头而闻名。2015年，鄂尔多斯市的人均地区生产总值排行全国第一。是全国文明城市、国家卫生城市。
全市漢族人口占90%，蒙古族人口占9%。“鄂尔多斯”之名來自蒙古族鄂尔多斯部，意为“众多的宫帳”。市人民政府駐康巴什区市府南街。

## 歷史

### 远古时期
早在35000年前，“河套人”就在鄂尔多斯境内生活着。1922年，法国天主教神父桑志华，首次在毛乌素沙漠上的萨拉乌苏河（又名红柳河，为无定河支流）河谷发现了一颗“河套人”的门齿化石。而“河套人”所创造的物质文化现在被称为“萨拉乌苏文化”。经过考古学家对地质、动物化石和石器的综合分析研究，萨拉乌苏文化被认定为旧石器时代晚期文化。

### 上古史
先秦时期，该地属鬼方、林胡、樓煩等遊牧民族。前5世纪末，今鄂尔多斯东部的准格尔旗一带为上郡。公元前328年，魏国将上郡割让给秦国。后来秦国在鄂尔多斯西南部的鄂托克前旗、鄂托克旗及其相邻地区设置了北地郡，其余地域为楼烦等游牧部落的聚居区。公元前306年，赵国打败林胡、楼烦，在鄂尔多斯东北部一带设置云中郡、九原郡。
公元前221年，秦始皇统一中国，在今鄂尔多斯一带设立郡、县：鄂托克旗、鄂托克前旗一带属北地郡，准格尔旗、伊金霍洛旗东部一带属云中郡，达拉特旗、准格尔旗北部一带属九原郡，乌审旗、鄂托克前旗、伊金霍洛旗南部一带属北地郡，四郡下辖34个县。鄂尔多斯在秦汉时期产生了两个古称：“河南地”与“新秦中”，“河南地”指位于黄河以南，白羊國王曾稱河南王。因秦朝多次向“河南地”即河套地区移民和戍卒，原秦中地区人大量北移至河套地区，便有了“新秦中”这一称号。鄂尔多斯市辖境仍有蒙恬修筑的秦直道遗址。
公元前127年，汉武帝派遣卫青、李息率兵出击匈奴，占领“河南地”，西汉在阴山以南的河谷地带设置多个边郡，即上郡、西河郡、五原郡、朔方郡、云中郡。今鄂尔多斯达拉特旗北部地区设五原郡，郡下设河阴、曼柏、高兴三县；杭锦旗一带设朔方郡，郡下设临戎、沃野、临河、广牧、朔方、呼遒、渠搜等县；准格尔旗北部地区设云中郡，郡下设沙南县；在今准格尔旗东部及东胜区、伊金霍洛旗部分地区设西河郡，郡下设谷罗、富昌、美稷、增山、虎猛、大成6个县；在今乌审旗一带设上郡，郡下设奢延、白土、高望3县。
10年，王莽篡权后，新朝为控制今鄂尔多斯地区，将朔方郡改为渠搜郡，五原郡改为获降郡，云中郡改为受降郡，西河郡改为归新郡。东汉建立后，汉光武帝于35年和44年先后撤销朔方郡、五原郡，将今鄂尔多斯地区归并州（位于今山西太原）领有。50年，东汉又将今鄂尔多斯地区分隶于朔方郡、五原郡、云中郡、河西郡、上郡。朔方郡辖有今鄂尔多斯杭锦旗南部、鄂托克前旗一带，下辖朔方县、广牧县、大成县；五原郡辖有达拉特旗和准格尔旗的北部一带，下辖河阴县、曼柏县；云中郡辖有今准格尔旗东北部地区；下辖沙南县；河西郡辖有今东胜区、伊金霍洛旗和准格尔旗西南部一带，下辖美稷县、平定县；上郡辖有今伊金霍洛旗南部和乌审旗一带，下辖榆林县、奢延县。
十六国时期，辖境被匈奴、羯等五胡统治。319年，后赵在今杭锦旗北部建立朔州。407年，赫连勃勃称“天王、大单于”，在今乌审旗南部萨拉乌苏河畔建立大夏。413年，夏国驱役十万各族人民，采用“蒸土筑城”的办法在朔方水（今萨拉乌苏河）之北黑水之南营建都城。取名“统万城”，寓意“统一天下，居临万郡”。该城历时7年建成。城基厚25米，城高23.33米，宽11.16米，其遗址至今可见。
南北朝时期，先后属北魏、西魏和北周。425年，北魏在今北部沿边一带设置沃野、怀朔、抚冥、柔玄、怀荒、武川六镇。后将统万城改为统万镇。鄂尔多斯地区分属朔州、长州、夏州等。525年，北魏裁撤朔州，将朔州在今鄂尔多斯的辖区归入并州。

### 中世史
隋开皇九年（589年），在今准格尔旗、达拉特旗、东胜区一带设榆林郡、下辖榆林县、富昌县、全河县；在今乌审旗和鄂托克旗相邻地区设朔方郡，下设岩绿县、宁朔县、德静县、长泽县；在今达拉特旗和杭锦旗的部边沿设五原郡，开皇五年（585年）曾在这里设丰州，下辖九原县、永丰县、安化县、大同城；在今鄂托克旗、鄂托克前旗沿黄河地区设灵武郡，下辖杯远县、灵武县、回乐县、弘静县、丰安县；在今鄂托克旗和鄂托克前旗一带设盐川郡，下辖五原县。今准格尔旗最北端十二连城乡，至今遗存着一座古城旧迹“十二连城”，由十二座城连接而成。据《元和郡县志》记载，十二连城原为隋唐时期胜州榆林城，始建于隋文帝开皇三年（583年），当时该城地处战略要点。
唐朝建立后，唐高宗于咸亨三年（672年）将今鄂尔多斯地区划入关内道领属，在今准格尔旗、东胜区东部设胜州，下辖榆林县、河滨县；在今伊金霍洛旗南部及乌审旗一带设夏州，下辖岩绿县、德静县、宁朔县、长泽县；在今鄂托克旗、鄂托克前旗设宥州，下辖延恩县、归仁县、怀德县、长泽县；在鄂托克前旗的南部设盐州，下辖五原县；在今鄂托克旗、鄂托克前旗西部地区设灵州，下辖怀远县；在杭锦旗北部设丰州，下辖九原县、永丰县。唐末，鄂尔多斯分别被灵武节度使（亦称朔方节度使或灵盐节度使）、振武节度使占领。
五代十国时期，鄂尔多斯大部地区长期属定难节度使（西夏前身）管辖，周旋于各种势力之间。
辽神册元年（916年），辽朝在今准格尔旗、达拉特旗、东胜区、伊金霍洛旗东部地区设振武军，废弃胜州。辽天显四年（929年），在今达拉特旗、准格尔旗北部置西南面招讨司（治天德军），下辖富民县、振武县；在今达拉持旗西南部、东胜区东部置河清军；在今准格尔旗南部及东胜市东部一带设全肃州；在今达拉特旗、准格尔旗东部设东胜州，下辖榆林县、河滨县；在今达拉特旗、准格尔旗北部设云内州，下辖柔服县、宁人县。
北宋建隆元年（960年），北宋在今鄂尔多斯东部地区设麟州新秦郡，下辖新秦县；在今鄂尔多斯南部地区设夏州、宥州，在西南部设盐州。太平兴国七年（982年）六月，党项首领李继迁叛宋自立，张浦献策出奔地斤泽，以此为根据地抵抗宋朝。地斤泽据考证就在今乌审旗境内。李元昊建立西夏後，鄂尔多斯地区成为宋夏战争的前线。

### 蒙古兴起後

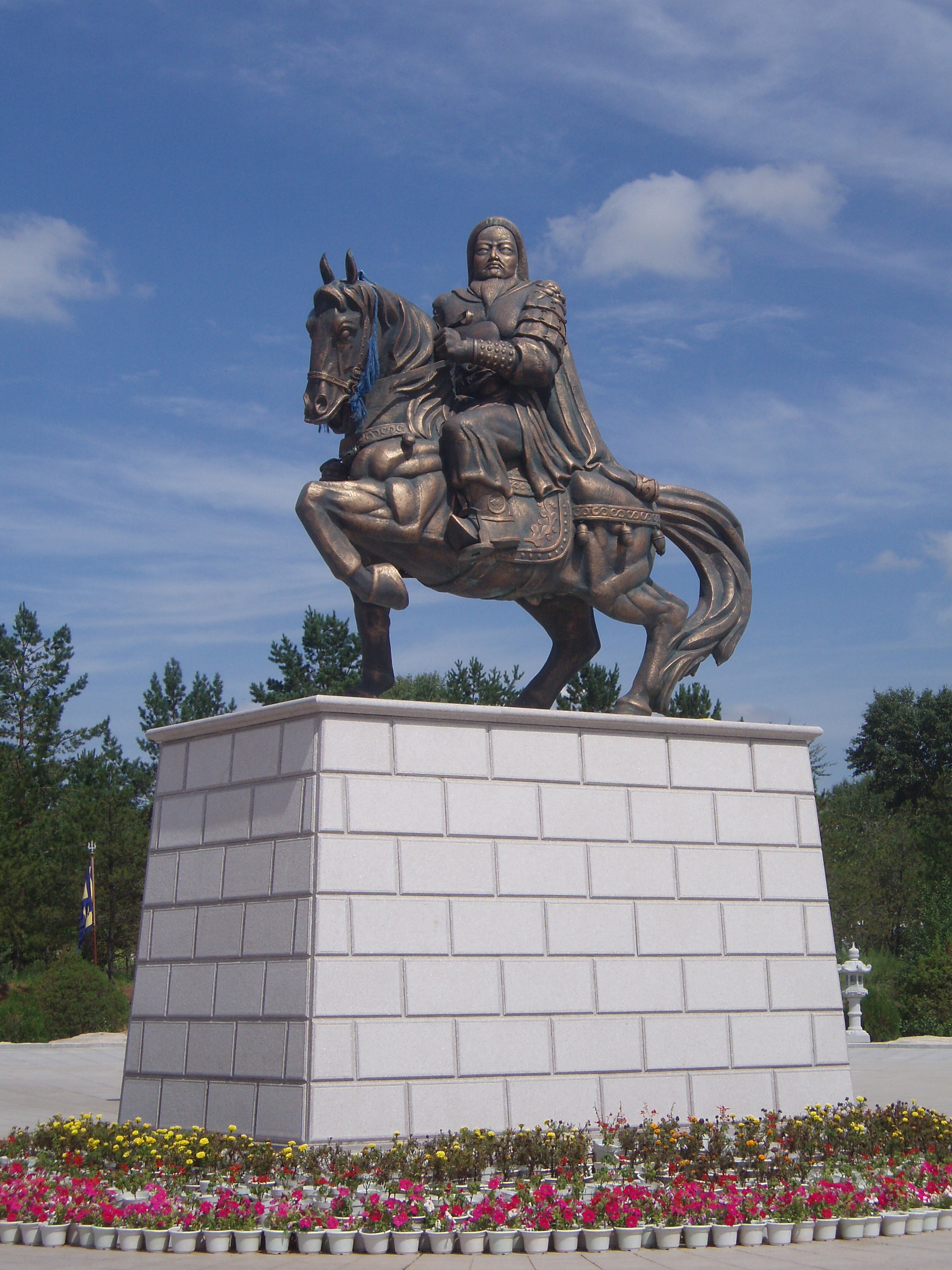
鄂尔多斯市的成吉思汗骑马雕塑

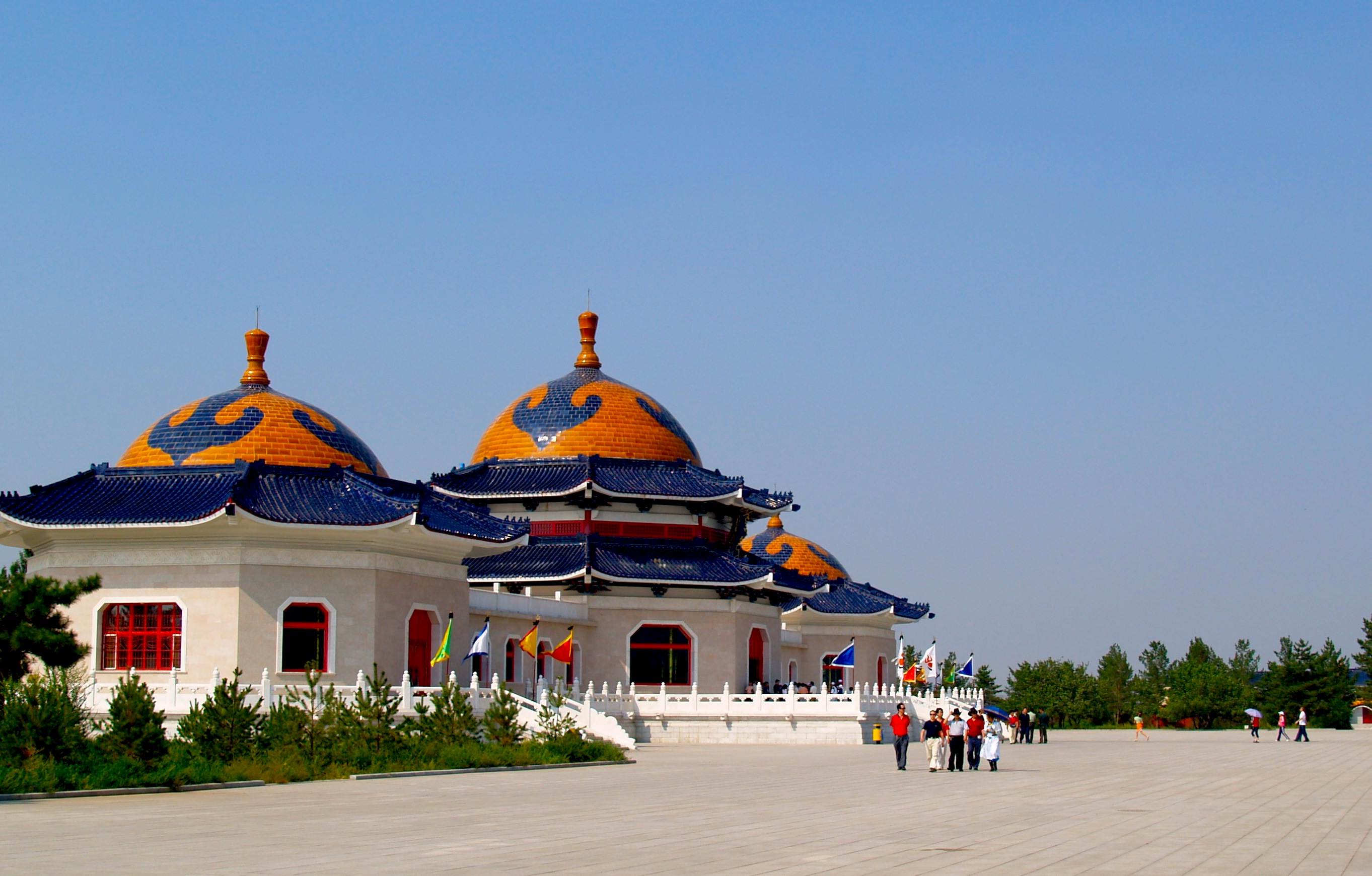
位于伊金霍洛旗的成吉思汗陵

1206年成吉思汗建立蒙古帝国，随即展开對西夏的战争。1227年8月，成吉思汗在征战西夏途中病逝，第三子窝阔台将其灵柩和遗物置于八顶白色蒙古包中进行供奉，统称“八白室”。“鄂尔多斯”一名即来源于此，意思是“众多的宫殿”。得名于斡耳朵的复数形式。斡耳朵本義為宮帳，亦是成吉思汗「八白室」祭祀者的代称。
元代，八白室作为元朝的太庙也随之迁到大都。元世祖忽必烈下旨规定了八白室的祭礼和祭文细则，要求一年四季举行祭祀。八白室中，成吉思汗和几位夫人的灵柩组成了三个白室。成吉思汗生前用过马鞍、弓箭、奶桶、史料书籍和受过成吉思汗膳封的转世白神马组成其他五个白室。由达尔扈特人世世守护，此后一直是黄金家族权力的象征。
元朝灭亡後，八白室随着蒙古部落的迁徙辗转草原多处。明中期，鄂尔多斯部随蒙古大汗满都鲁南下河套，八白室也在15世纪中叶迁到黄河以南的鄂尔多斯地区。后来异姓领主满都赉等人一度控制八白室和鄂尔多斯部。直到16世纪初，達延汗巴图蒙克率部征讨，重新统一蒙古本部，八白室才又归于孛儿只斤氏黄金家族。

### 清代
17世纪初，末代蒙古大汗林丹汗率察哈尔部西进，击溃漠南蒙古右翼联军，鄂尔多斯部随即溃散。后金征服察哈尔後，鄂尔多斯部降附皇太极。清顺治六年（1649年），鄂尔多斯部落被分为6个扎萨克旗：鄂尔多斯左翼中旗（原郡王旗），位于河套内正中近东，扎萨克驻敖西喜峰；鄂尔多斯左翼前旗（今准格尔旗），方位在河套内东南，扎萨克驻扎拉谷；鄂尔多斯左翼后旗（今达拉特旗），方位在河套内东北，扎萨克驻巴尔哈逊湖；鄂尔多斯右翼中旗（今鄂托克旗），方位在河套内正西近南，扎萨克驻锡拉布里多诺尔；鄂尔多斯右翼前旗（今乌审旗），方位在河套内西南，扎萨克驻巴哈诺尔；鄂尔多斯右翼后旗（今杭锦旗），方位在河套内西北，扎萨克驻鄂尔吉虎诺尔河；后在乾隆元年（1736年）增设鄂尔多斯右翼前末旗（俗称扎萨克旗），方位在河套内中西部，扎萨克驻忽鸡图希里。后鄂尔多斯部7旗会盟于王爱召（又名伊克昭），因此得名“伊克昭盟”。
清代，八白室迁到了鄂尔多斯阿拉腾甘德尔敖包附近。从此这里被叫做伊金霍洛，意为“圣主的院落”。由鄂尔多斯济农专门负责祭祀成吉思汗。
同时，随着康雍乾年间汉地人口大量增加，人地矛盾尖锐，大量内地贫民迫于生活压力，向外迁徙。其中就包括晋、陕等地的百姓向鄂尔多斯、归化城土默特和察哈尔等地移民。「走西口」大幅改变了内蒙古西部地区的人口、社会结构，鄂尔多斯地区的经济和生活方式也逐渐被汉文化所同化。乾隆六年（1741年），在山西省的“口外”置歸綏道。光緒三十三年（1907年），又設東勝直隸廳，管轄原屬鄂爾多斯左翼中旗、右翼前末旗的漢人墾地。

### 近現代

中華民國大陸時期，鄂爾多斯市轄境屬綏遠特別區、綏遠省管轄

民國成立後，1914年北洋政府設綏遠特別區，東勝縣、伊克昭盟七旗屬之。1928年國民政府成立後，改為綏遠省。
卢沟桥事变之后，鄂尔多斯地区由大后方变为抗日战争的前线。1937年10月14日，日军占领归绥，10月17日占领包头。日军与内蒙军第四师、第八师南渡黄河进占了达拉特旗沿滩地区、准格尔旗东河套川、大营盘、七卜窑子，以及东胜县城郊、杭锦旗王府、鄂托克旗桃力民等地。随着蒙疆政府的成立，伊克昭盟的蒙古王公贵族也人心浮动。达拉特旗王爷康达多尔济、保安司令章景文先后联络日军，该旗保安团团长森盖林庆投日，被任命为“鄂尔多斯蒙古挺进队司令”。1938年1月21日，内蒙军第八师明更巴彦尔团长带领500余人趁黄河结冰，从包头突然攻入杭锦旗王府；1月23日杭锦旗王爷阿拉坦敖其尔到包头，成立“伊盟公署”并自任副盟长。日伪方面在杭锦旗王府建立据点，并修筑机场。1939年春，日军飞机轰炸杭锦王府、沙日特莫图、乌兰阿贵庙。1939年11月，日伪军再次进犯达拉特旗新城，炸死100多人，新城失守。腊月底，日伪军占领昭君镇柴登滩。1941年1月15日，日军击退王爱召的国军守军后，大肆洗劫并烧毁了王爱召。3月，日军攻占新民堡（今王爱召镇新民堡村）。
面对日军的入侵，晋绥军傅作义部的国民兵司令部副司令李大超邀请中共绥远省工委书记李仲权中校任政训处主任。1938年2月，国民兵司令部接受了李仲权建议和桃力民自卫军的申请，令五原的国民兵骑兵第三旅（旅长孟文仲少将）率六个连的300名兵力进军伊盟，与共产党领导的桃力民自卫军百余人，共400多人，在四十里梁的阿木龙贵一带共同打击盘据在杭锦旗王府的日伪军。杭锦旗护理札萨克色登多尔济召开衙门官员会议，声讨揭露日本驻包头特务机关和投日分子的罪行。
1938年初，驻榆林的第22军（军长高双成）第86师第515团（团长高致凯）保卫东胜城。1938年3月15日，在日军顾问的指挥下，驻达拉特旗大树湾的内蒙军第8师与投日的达拉特旗保安团，兵分两路进攻东胜县城。最终败退。1938年4月，中共少数民族工委改为绥蒙工委，率八路军警备骑兵第一团开赴伊盟前线，保卫陕甘宁边区。绥蒙工委对外不公开，设在克泊尔庙（现木凯淖尔镇大克泊尔村），以八路军绥蒙游击司令部政治部的名义开展工作。1938年6月，绥蒙工委为创建桃力民抗日根据地，决定组建了桃力民工委具体领导桃力民地区的抗日救亡运动。1939年春，国民革命军新编第三师第一团进驻桃力民，实际上是以乌兰夫为首的中共地下党委领导的一支蒙古族抗日武装。1939年11月随着在大青山建立绥远省委，绥蒙工委撤离桃力民，在桃力民的乌素加汗村组建伊盟工委，受西北局领导，对外以八路军联络参谋处名义开展工作。1941年2月，八路军骑兵第三营撤出桃力民地区，伊盟工委撤销。
为了笼络鄂尔多斯的蒙古王公，蒙疆政府要求把八白室移往包头，但被伊克昭盟盟长沙格都尔扎布和各旗王爷抵制。因形势所迫，只好将八白室西迁到甘肃兴隆山。1939年6月9日，八白室开始西迁。1939年7月1日，国民政府在兴隆山举行安放典礼。1949年初，因国共内战，又将八白室迁到青海塔尔寺。
中共建政後，伊克昭盟各旗改为现名，又将1949年5月成立的“伊盟自治政务委员会”改称“伊盟人民自治政府”，属绥远省。1954年，原绥远省辖境劃入內蒙古自治區。同年，經中华人民共和国中央人民政府批准，内蒙古自治区人民政府将八白室迁回伊金霍洛旗，被称为“成吉思汗陵”。
2001年2月，經国务院批准，内蒙古自治区撤消伊克昭盟，成立地级鄂尔多斯市。
2016年6月8日，设立康巴什区，将鄂尔多斯市东胜区的哈巴格希街道、青春山街道、滨河街道划归康巴什区管辖。

## 地理
鄂尔多斯市面積86,882平方公里。鄂爾多斯高原是地形主體。温带半干旱气候，较为乾燥，境內主要是毛烏素沙漠。地势起伏不平，西北高东南低，地形复杂，东北西三面被黄河环绕，南与黄土高原相连。地貌类型多样，有芳草如茵的草原和开阔坦荡的波状高原；鄂尔多斯市境内五大类型地貌，平原约占总土地面积的4.33%，丘陵山区约占总土地面积的18.91%，波状高原约占总土地面积的28.81%，毛乌素沙地约占总土地面积的28.78%，库布其沙漠约占总土地面积的19.17%。黃河流經本市北邊，沿岸是本市的精華區。
鄂尔多斯属北温带半干旱大陆性气候区，冬夏寒暑变化大。多年平均气温6.2℃，日最高气温38℃，日最低气温-31.4℃。多年平均降水348.3毫米，降水多集中于7、8、9三个月，占全年降水量的70%左右。多年平均蒸发量2506.3毫米，为降水量的7.2倍，以5～7月份为最大。全年多盛行西风及北偏西风，年平均风速3.6米/秒，最大风速可达22米/秒，最大风速的风压0.6千牛/平方米。
| 鄂尔多斯市气象数据（1971年至2000年） | 鄂尔多斯市气象数据（1971年至2000年） | 鄂尔多斯市气象数据（1971年至2000年） | 鄂尔多斯市气象数据（1971年至2000年） | 鄂尔多斯市气象数据（1971年至2000年） | 鄂尔多斯市气象数据（1971年至2000年） | 鄂尔多斯市气象数据（1971年至2000年） | 鄂尔多斯市气象数据（1971年至2000年） | 鄂尔多斯市气象数据（1971年至2000年） | 鄂尔多斯市气象数据（1971年至2000年） | 鄂尔多斯市气象数据（1971年至2000年） | 鄂尔多斯市气象数据（1971年至2000年） | 鄂尔多斯市气象数据（1971年至2000年） | 鄂尔多斯市气象数据（1971年至2000年） |
| 月份                                 | 1月                                  | 2月                                  | 3月                                  | 4月                                  | 5月                                  | 6月                                  | 7月                                  | 8月                                  | 9月                                  | 10月                                 | 11月                                 | 12月                                 | 全年                                 |
| ------------------------------------ | ------------------------------------ | ------------------------------------ | ------------------------------------ | ------------------------------------ | ------------------------------------ | ------------------------------------ | ------------------------------------ | ------------------------------------ | ------------------------------------ | ------------------------------------ | ------------------------------------ | ------------------------------------ | ------------------------------------ |
| 历史最高温 °C（°F）                  | 7.8 (46.0)                           | 13.9 (57.0)                          | 19.4 (66.9)                          | 32.2 (90.0)                          | 32.9 (91.2)                          | 32.2 (90.0)                          | 35.3 (95.5)                          | 33.3 (91.9)                          | 33.3 (91.9)                          | 24.4 (75.9)                          | 18.2 (64.8)                          | 10.6 (51.1)                          | 35.3 (95.5)                          |
| 平均高温 °C（°F）                    | −4.8 (23.4)                          | −1.3 (29.7)                          | 5.2 (41.4)                           | 14.1 (57.4)                          | 20.8 (69.4)                          | 25.0 (77.0)                          | 26.7 (80.1)                          | 24.5 (76.1)                          | 19.4 (66.9)                          | 12.6 (54.7)                          | 4.0 (39.2)                           | −2.9 (26.8)                          | 11.9 (53.5)                          |
| 日均气温 °C（°F）                    | −10.5 (13.1)                         | −7.2 (19.0)                          | −0.5 (31.1)                          | 7.7 (45.9)                           | 14.6 (58.3)                          | 19.1 (66.4)                          | 21.0 (69.8)                          | 19.1 (66.4)                          | 13.8 (56.8)                          | 6.8 (44.2)                           | −1.7 (28.9)                          | −8.3 (17.1)                          | 6.2 (43.1)                           |
| 平均低温 °C（°F）                    | −14.7 (5.5)                          | −11.5 (11.3)                         | −5.4 (22.3)                          | 1.9 (35.4)                           | 8.4 (47.1)                           | 13.0 (55.4)                          | 15.8 (60.4)                          | 14.3 (57.7)                          | 8.8 (47.8)                           | 2.1 (35.8)                           | −5.9 (21.4)                          | −12.3 (9.9)                          | 1.2 (34.2)                           |
| 历史最低温 °C（°F）                  | −28.4 (−19.1)                        | −27.5 (−17.5)                        | −22.8 (−9.0)                         | −11.6 (11.1)                         | −4.8 (23.4)                          | 1.7 (35.1)                           | 9.1 (48.4)                           | 4.3 (39.7)                           | −2.1 (28.2)                          | −13.6 (7.5)                          | −21.8 (−7.2)                         | −25.3 (−13.5)                        | −28.4 (−19.1)                        |
| 平均降水量 mm（）                    | 2.1 (0.08)                           | 4.4 (0.17)                           | 10.8 (0.43)                          | 11.4 (0.45)                          | 25.8 (1.02)                          | 44.8 (1.76)                          | 105.7 (4.16)                         | 105.5 (4.15)                         | 44.7 (1.76)                          | 19.4 (0.76)                          | 5.3 (0.21)                           | 1.3 (0.05)                           | 381.2 (15)                           |
| 平均降水天数（≥ 0.1 mm）             | 2.1                                  | 2.9                                  | 4.3                                  | 3.4                                  | 5.9                                  | 8.7                                  | 12.2                                 | 11.9                                 | 8.1                                  | 4.4                                  | 2.6                                  | 1.9                                  | 68.4                                 |
| 来源：中国天气网                     |                                      |                                      |                                      |                                      |                                      |                                      |                                      |                                      |                                      |                                      |                                      |                                      |                                      |

### 资源
鄂尔多斯羊绒制品产量约占全国的三分之一，世界的四分之一。已探明天然气储量约1880亿立方米，占全国三分之一，产量占全国六分之一。已探明稀土高岭土储量占全国二分之一。东胜煤田在其境内。已探明煤炭储量1496亿多吨，约占全国总储量的六分之一，中国煤炭产量最大的城市，全市87000多平方公里土地上，70%的地表下埋藏着煤。鄂托克旗境内现已探明油气储量 11亿立方米。鄂尔多斯还有品种齐全、蕴藏丰富的化工资源，主要包括天然碱、芒硝、食盐、硫磺、泥炭等，还有伴生物钾盐、镁盐、磷矿等。

## 政治

### 现任领导
| 机构     | · 中国共产党 · 鄂尔多斯市委员会 | 鄂尔多斯市人民代表大会 常务委员会 | 鄂尔多斯市人民政府 | · 中国人民政治协商会议 · 鄂尔多斯市委员会 |
| 职务     | 书记                            | 主任                              | 市长               | 主席                                      |
| -------- | ------------------------------- | --------------------------------- | ------------------ | ----------------------------------------- |
| 姓名     | 李理                            | 苏忠胜                            | 于海宇             | 苏忠胜                                    |
| 民族     | 汉族                            | 汉族                              | 汉族               | 汉族                                      |
| 籍贯     | 江苏省睢宁县                    | 内蒙古自治区杭锦旗                | 内蒙古自治区宁城县 | 内蒙古自治区杭锦旗                        |
| 出生日期 | 1971年6月（54歲）               | 1969年10月（55歲）                | 1972年12月（52歲） | 1969年10月（55歲）                        |
| 就任日期 | 2021年5月                       | 2025年1月                         | 2024年12月         | 2023年1月                                 |

### 历任领导
| 市委书记 - 郭子明（2001年12月－2003年1月） - 云峰（2003年1月－2008年11月） - 杜梓（2008年11月－2011年2月） - 云光中（2011年2月－2014年1月） - 白玉刚（2014年1月－2016年11月） - 牛俊雁（2016年12月－2021年5月） - 李理（2021年5月－） | 市长 - 云峰（2001年9月－2003年4月） - 刘锦（2003年4月－2006年10月） - 杜梓（2006年10月－2008年11月） - 云光中（2008年12月－2011年2月） - 廉素（2011年2月－2015年11月） - 牛俊雁（2015年12月－2016年12月） - 龚明珠（2016年12月－2018年3月） - 斯琴毕力格（2018年3月－2021年2月） - 李理（2021年2月－2021年6月） - 杜汇良（2021年6月－2024年12月） - 于海宇（2024年12月－） |

### 行政区划
鄂尔多斯市现辖2个市辖区、7个旗。
- 市辖区：东胜区、康巴什区
- 旗：达拉特旗、准格尔旗、鄂托克前旗、鄂托克旗、杭锦旗、乌审旗、伊金霍洛旗

## 人口
根据2010年第六次全国人口普查，全市常住人口为1,940,653人，同第五次全国人口普查相比，十年共增加545,212人，增长39.07%。年平均增长率为3.35%。其中，男性人口为1,105,638人，占56.97%；女性人口为835,015人，占43.03%。常住人口性别比（以女性为100）为132.41。0－14岁人口为273,341人，占14.09%；15－64岁人口为1,550,878人，占79.91%；65岁及以上人口为116,434人，占6.00%。
2015年末，常住人口204.51万人；户籍人口157.3万人，比上年末增加1.4万人。其中城镇人口149.55万人，乡村人口54.96万人，城镇化率为73.13%。出生人口1.88万人，出生率为9.21‰；死亡人口0.9万人，死亡率为4.41‰；自然增长率为4.8‰。
根据2020年第七次全国人口普查，全市常住人口为2,153,638人。同第六次全国人口普查的1,940,653人相比，十年共增加了212,985人，增长10.97%，年平均增长率为1.05%。其中，男性人口为1,154,944人，占总人口的53.63%；女性人口为998,694人，占总人口的46.37%。总人口性别比（以女性为100）为115.65。0－14岁的人口为389,275人，占总人口的18.08%；15－59岁的人口为1,440,422人，占总人口的66.88%；60岁及以上的人口为323,941人，占总人口的15.04%，其中65岁及以上的人口为211,059人，占总人口的9.8%。居住在城镇的人口为1,667,962人，占总人口的77.45%；居住在乡村的人口为485,676人，占总人口的22.55%。
2021年末，常住人口216.84万人，比上年末增加1.28万人。其中城镇人口169.31万人，比上年末增加2.39万人；乡村人口47.53万人，比上年末下降1.11万人；常住人口城镇化率达78.08%，比上年提高0.63个百分点。出生人口1.71万人，出生率为7.91%；死亡人口1.18万人，死亡率为5.44%。人口自然增长率为2.47%。
2022年末，常住人口220.07万人，同比增加3.23万人。

### 民族
2010年的常住人口中，汉族人口1,748,549人，占90.10%；蒙古族人口176,912人，占9.12%；其他少数民族人口15,192人，占0.78%。
2020年全市常住人口中，汉族人口1,924,091人，占89.34%；蒙古族人口208,259人，占9.67%；其他少数民族人口21,288人，占0.99%。与2010年第六次全国人口普查相比，汉族人口增加175,542人，增长10.04%，占总人口比例下降0.76个百分点；各少数民族人口增加37,443人，增长19.49%，占总人口比例增加0.76个百分点。其中，蒙古族人口增加31,347人，增长17.72%，占总人口比例增加0.55个百分点。
| 民族名称                | 汉族      | 蒙古族  | 满族  | 回族  | 藏族  | 苗族 | 彝族 | 达斡尔族 | 土家族 | 朝鲜族 | 其他民族 |
| ----------------------- | --------- | ------- | ----- | ----- | ----- | ---- | ---- | -------- | ------ | ------ | -------- |
| 人口数                  | 1,924,091 | 208,259 | 9,072 | 6,401 | 1,026 | 705  | 646  | 528      | 443    | 314    | 2,153    |
| 占总人口比例（%）       | 89.34     | 9.67    | 0.42  | 0.30  | 0.05  | 0.03 | 0.03 | 0.02     | 0.02   | 0.01   | 0.10     |
| 占少数民族人口比例（%） | －        | 90.73   | 3.95  | 2.79  | 0.45  | 0.31 | 0.28 | 0.23     | 0.19   | 0.14   | 0.94     |

## 语言
除牧区的蒙古族使用蒙古语內蒙古方言（鄂尔多斯土语）外。鄂尔多斯境内的汉语方言多属晋语大包片，市区居民普通话（属北京官话）的使用率较高，西南部极少数人使用兰银官话和晋语五台片。

## 经济
从1994年开始鄂尔多斯的经济规模强劲扩张，整个九五期间国民生产总值是以年均20%的速度飞增，增长速度连续7年居内蒙古之首，9年内经济总量翻三番。
2004年鄂尔多斯市人均固定资产投资规模、人均国民生产总值增长额、羊绒、煤炭产量均为全国城市排名第一名。以其惊人的发展速度和效益形成“鄂尔多斯现象”。
鄂尔多斯GDP总量由2000年的150亿元攀升到2005年的550亿元。到2010年，经济总量超过800亿，财政收入80多亿，城镇居民人均收入接近2万元。根据《2009年鄂尔多斯市国民经济和社会发展统计公报》，2009年鄂尔多斯市GDP达到2161亿元，人均GDP达到134361元，折合19672美元。城镇居民人均可支配收入21883元，农村居民人均纯收入7803元。现为内蒙古第二大经济中心，经济实力仅次于区内最大城市包头，GDP总值全区第一。
2011年，初步核算，全市地区生产总值（GDP）突破3000亿元，达到3218.5亿元，按可比价计算，增长15.1%。其中，第一产业实现增加值83.2亿元，增长4.9%；第二产业实现增加值1933.6亿元，增长16.8%；第三产业实现增加值1201.7亿元，增长13.2%。全市地方财政总收入继续实现高速增长，完成796.5亿元，同比增长48.0%。其中，地方财政一般预算收入完成346.2亿元，同比增长44.8%。其中，市本级33.1亿元，同比增长65.4%；旗县区级313.0亿元，同比增长42.9%。
2020年，全市地区生产总值（GDP）为3533.66亿元，连续三年为内蒙古自治区GDP第一名，财政收入为464.9亿元。
2022年，全市地區生產總值（GDP）為5613.44億元人民幣，同比增長（扣除價格因素）5.4%。按數據計算，鄂爾多斯市人均GDP為256,908元人民幣，按該年平均匯率折算為38,196美元。鄂爾多斯市該年的經濟總量為內蒙古第1位、全國地級市第45位，人均GDP為全國首位，超越北上广等一线城市，是上海和北京的1.4倍左右。人均GDP水平也已超過日本和韓國等國家。

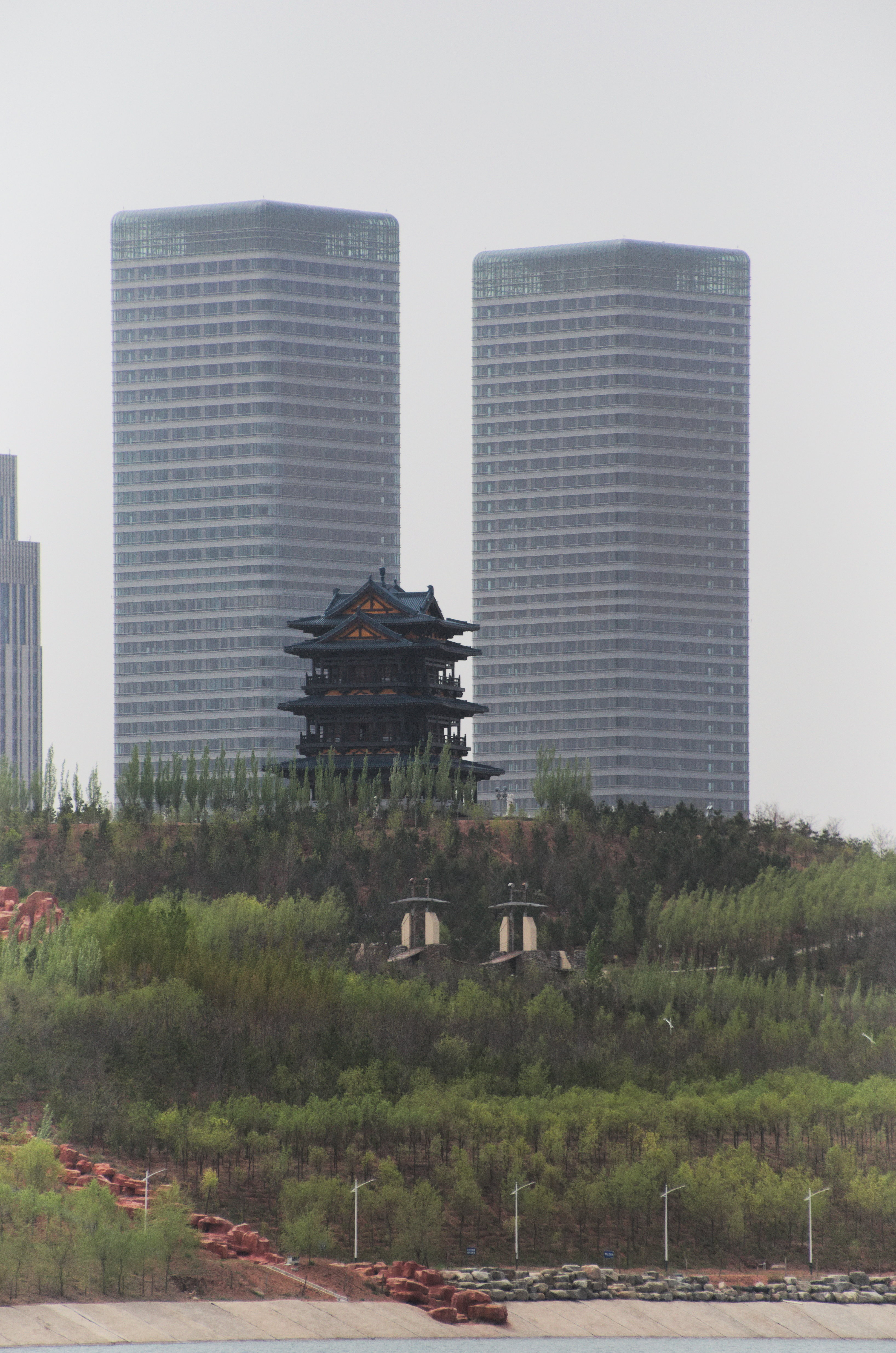
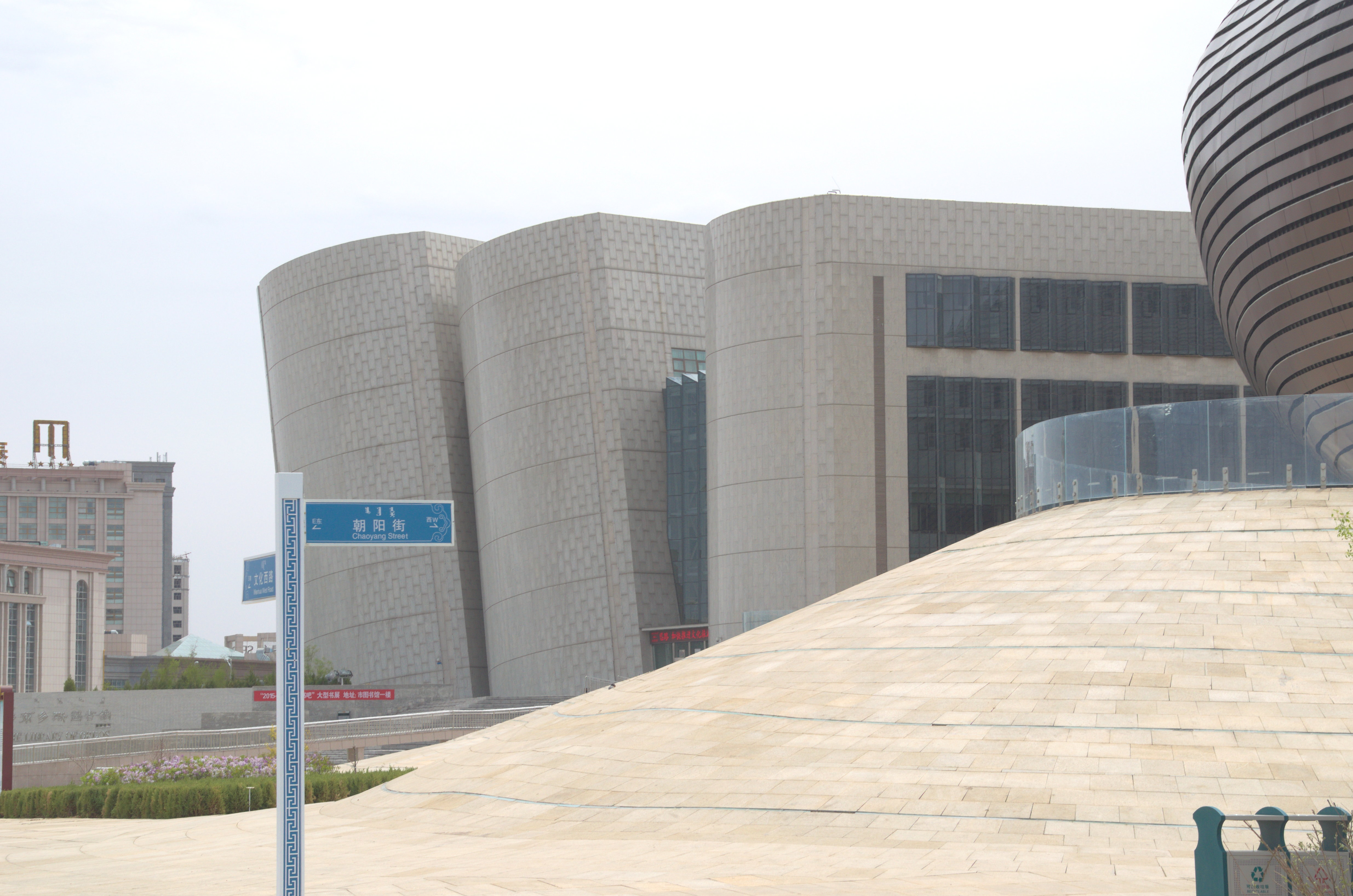
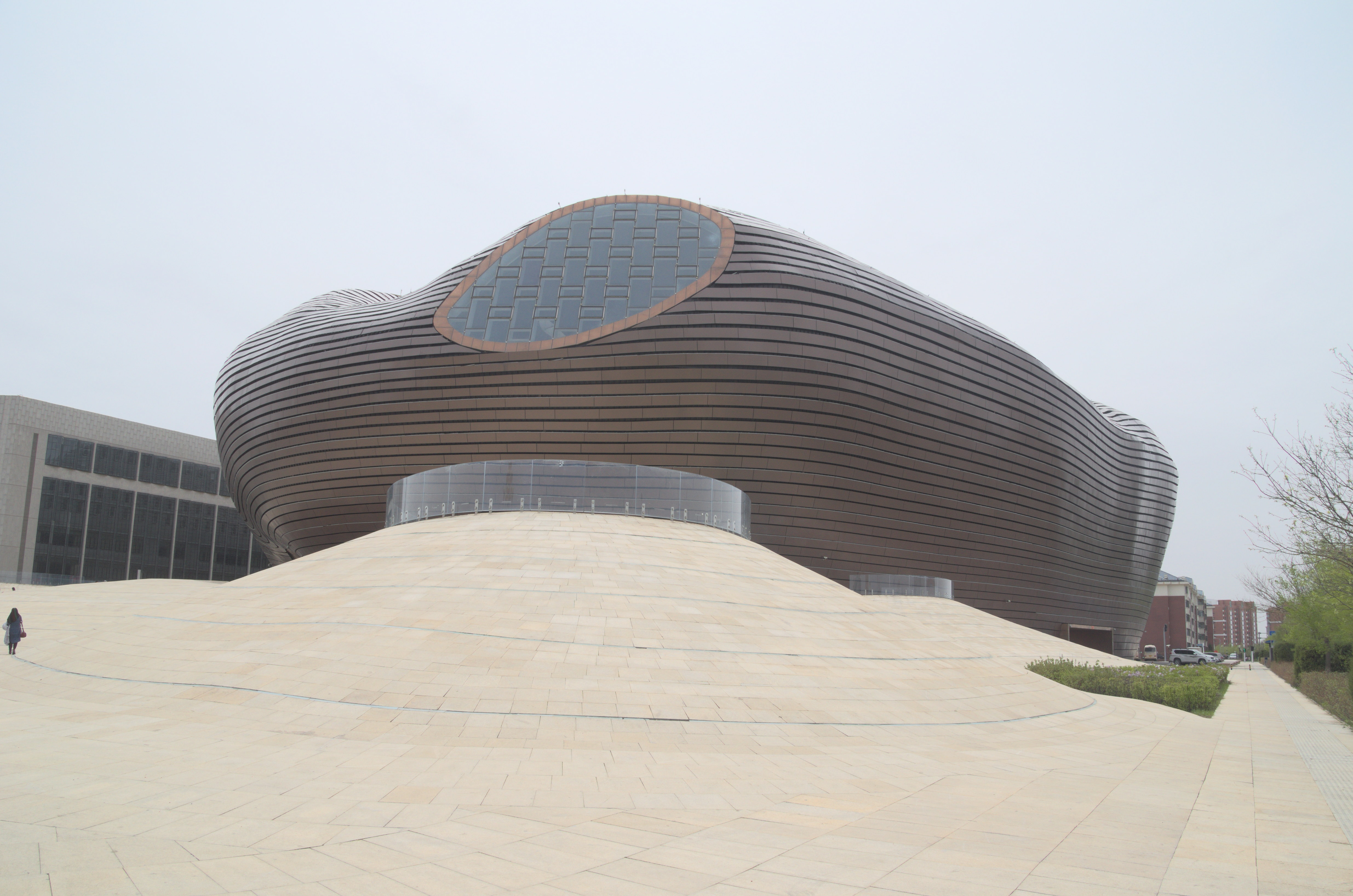
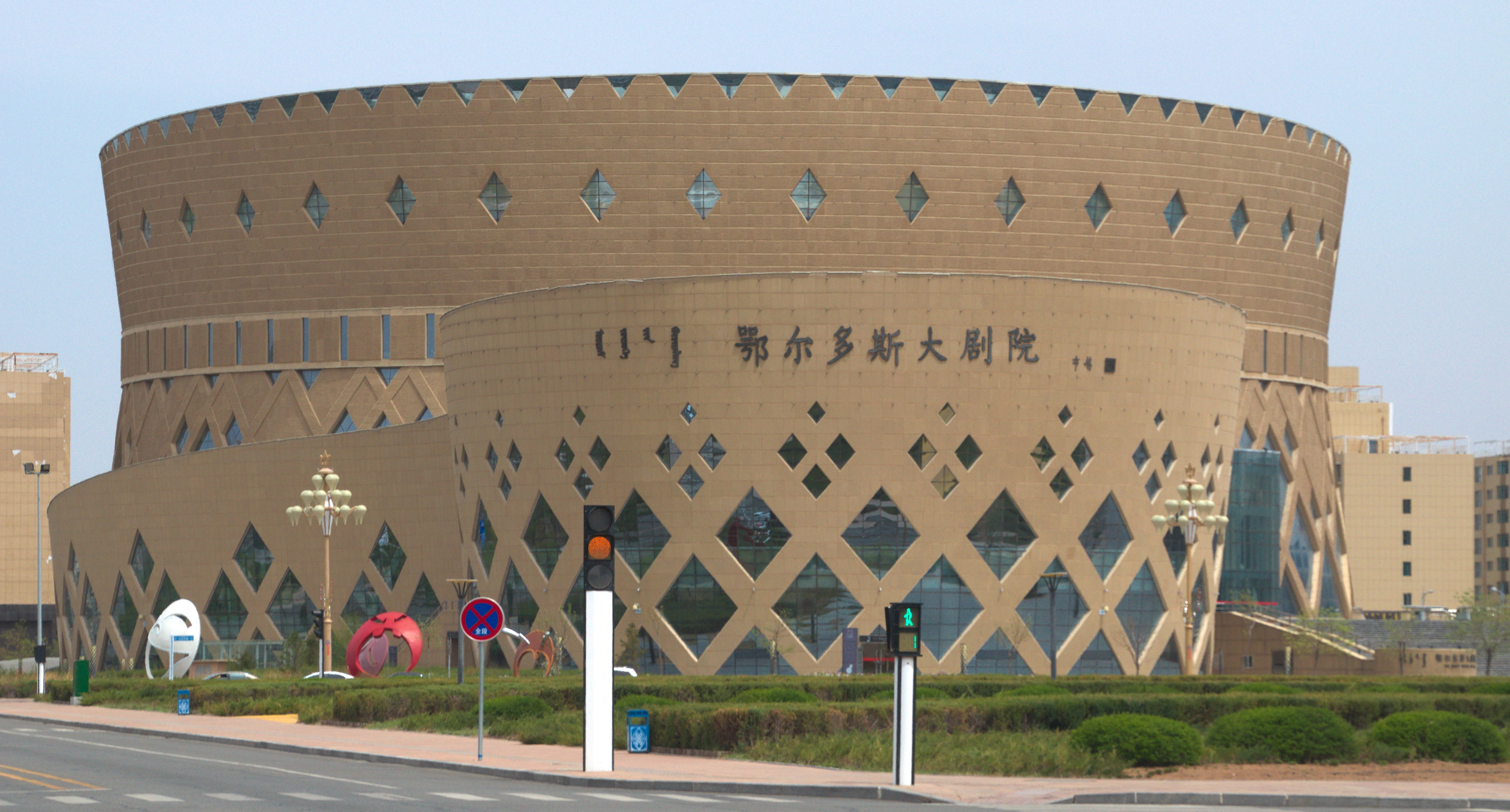
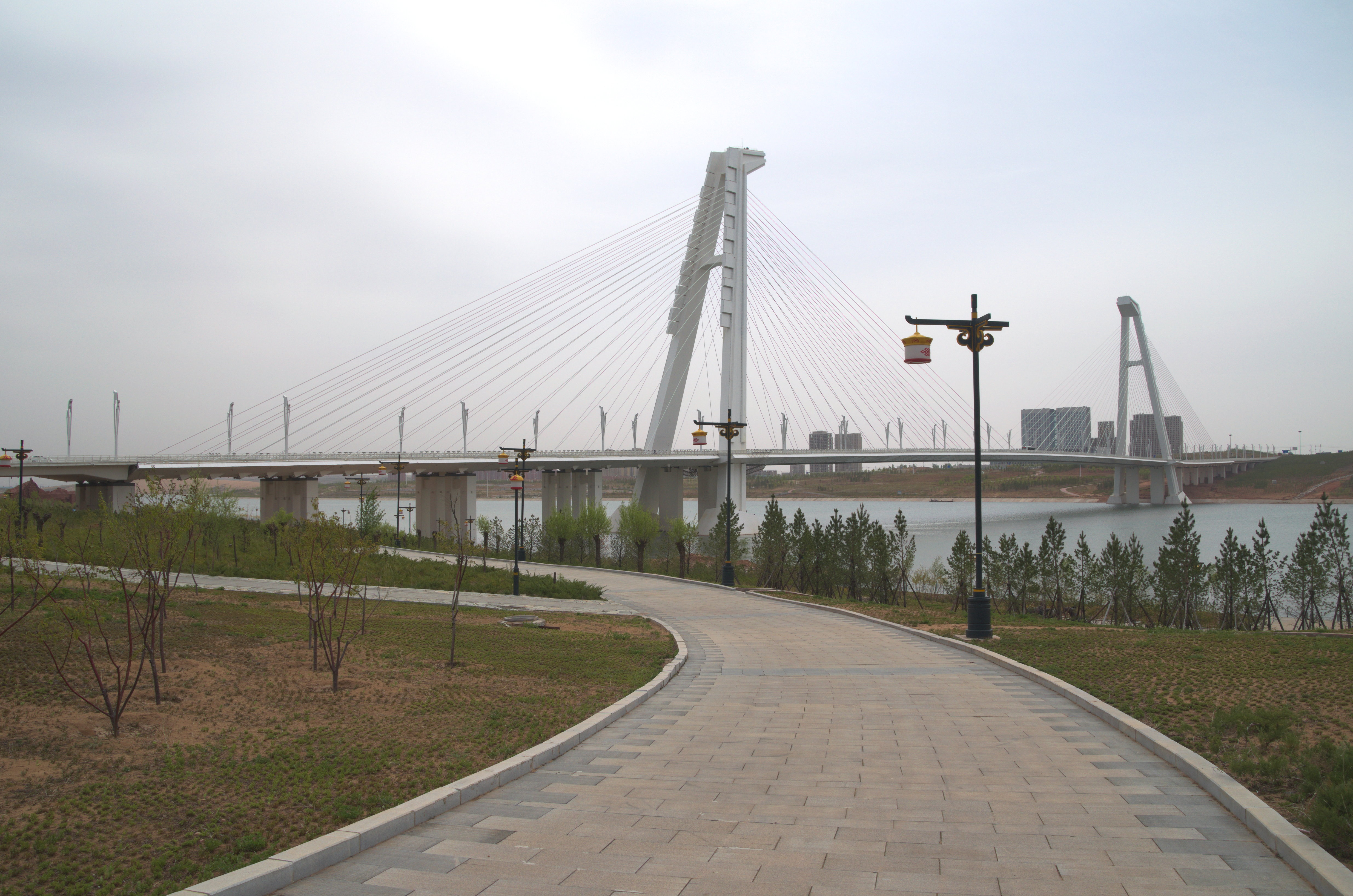

### 主要企业
- 鄂尔多斯集团
- 内蒙古伊泰集团
- 万正投资集团
- 鄂尔多斯市东方路桥集团
- 内蒙古兴泰置业集团
- 亿利资源集团
- 鄂尔多斯市乌兰煤炭集团
- 东达蒙古王集团
- 内蒙古满世煤炭集团
- 内蒙古伊东煤炭集团
- 内蒙古恒信集团、内蒙古常氏集团

## 交通

### 公路
鄂尔多斯的客运主要以公路运输为主，主要高速公路有 包茂高速和 荣乌高速等。在鄂尔多斯市，由于公路客运压力大，有时会有高速公路或国道堵车。
- File:Kokudou 109（东西向）和210（南北向）(China).svg 109（东西向）和210（南北向）国道过境。

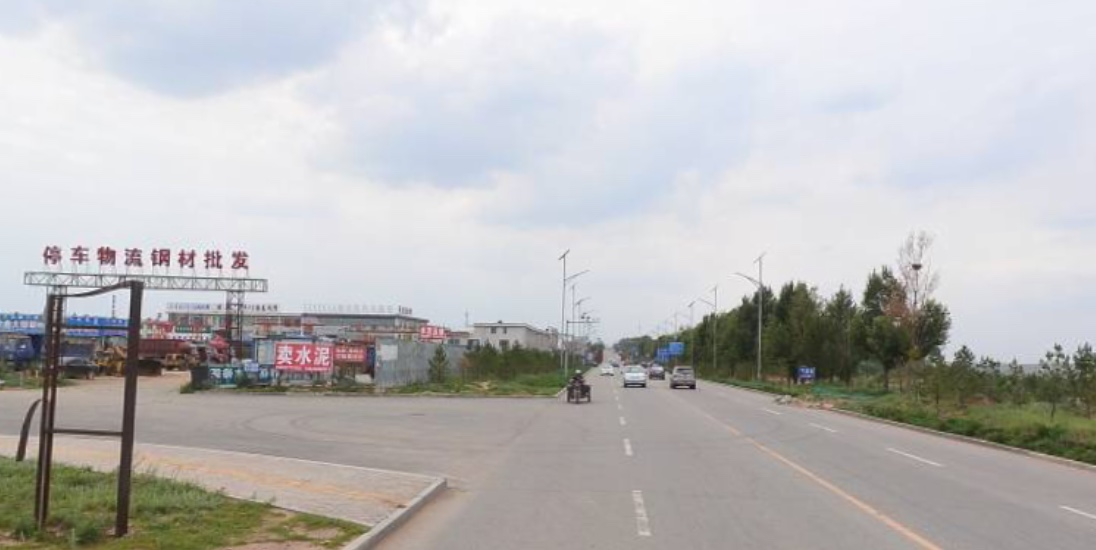
X623公路

### 铁路
鄂尔多斯市是内蒙古自治区铁路里程最长的地级市，但目前多数主要用于货运，实际客运能力有待开发。鄂尔多斯也是中国民营资本铁路最活跃的地区之一，其中鄂港铁路是中国最长的民营资本铁路。
- 主要客运铁路：包西铁路
- 城际客运铁路：呼准鄂城际铁路、包鄂城际铁路
- 主要客运车站：东胜站、鄂尔多斯站

### 航空
鄂尔多斯市有1个区域性枢纽机场，4个通勤机场，鄂尔多斯伊金霍洛国际机场场址位于伊金霍洛旗布尔台格乡，北距东胜区45公里，距康巴什区18公里，为4D级区域性枢纽机场，有两个航站楼，开航城市达30多个，并开通有前往韩国、泰国等地的国际航班，是内蒙古自治区第四个开放的航空口岸。

### 公共交通

#### 公交
- 普通公交：东胜区、康巴什区市区内的公交一般投币1元/人不限站程，可刷市民卡乘坐
- 公交快线：有k21路、k22路、k23路、k24路、k25路、k26路、东胜机场大巴、康巴什伊旗机场公交等，价格按站程计算
- BRT：计划修建5条BRT线，采用地上与地下相结合模式，共计全长199公里

#### 出租车
出租车简单价格计算法：起租价7元，超出部分1.5元/公里，20km以上回程无客收取50%空驶费

#### 轨道交通
- 东康快轨（机场快轨）：该铁路起始东胜站，经过康巴什新区，终达鄂尔多斯机场，全长59公里。含8个站，预留2个未建站，其中地下站一座，高架站2座，地面站3座，预留延伸至成吉思汗陵旅游区条件。该线建设现已开工。
- 有轨电车：计划修建两条新型有轨电车线，结合地上地下两种方式，全长55公里[註 4]

## 公共卫生
2020年8月，鄂尔多斯市准格尔旗实施“关爱女生健康进校园”民生项目，免费为近万名13周岁以上中小学在校女学生接种了HPV疫苗，创下中国内地首地免费接种HPV疫苗的历史。
2020年12月17日，鄂尔多斯市人民政府发布《鄂尔多斯市适龄女性“两癌”防治项目实施方案》，方案要求政府为辖区内自2021年起，为该市户籍的13至18周岁女性群体免费接种宫颈癌疫苗；从2022年起，为该市户籍当年新满13周岁的女性群体免费接种宫颈癌疫苗。 免费为35至64周岁适龄女性开展宫颈癌、乳腺癌检查。

## 科教资源
鄂尔多斯市施行从小学到高中的十二年免费义务教育，对贫困蒙古族读蒙授学生施行从幼儿园到大学的全部免费义务教育，对任何考取本科的大学生根据批次提供资金奖励补助。
高等教育
- 鄂尔多斯应用技术学院本科
- 内蒙古大学鄂尔多斯学院本科
- 鄂尔多斯职业学院专科
- 鄂尔多斯生态环境职业学院专科

公共图书
鄂尔多斯市图书馆、东胜区图书馆、东胜区少儿图书馆、伊金霍洛旗图书馆、达拉特旗图书馆、准格尔旗图书馆、鄂托克旗图书馆、乌审旗图书馆、杭锦旗图书馆、鄂托克前旗图书馆。
公共博览
鄂尔多斯博物馆、鄂尔多斯青铜器博物馆、蒙古文化博物馆、鄂尔多斯农耕文化博物馆、匈奴文化博物馆、东胜区青铜器博物馆、鄂尔多斯革命历史纪念馆、秦直道博物馆、东联农耕博物馆、鄂尔多斯文艺中心、鄂尔多斯会展中心、鄂尔多斯美术馆、鄂尔多斯国土资源展览馆、鄂尔多斯城市规划展览馆、东胜区美术馆（松龄苑）、东胜区会展中心、纺织展览馆、东胜区科技馆、东胜区少年宫、沙漠博物馆、库布奇沙漠植物博物馆、未来世界青少年教育中心。

## 體育運動
鄂爾多斯國際賽車場是內蒙古唯一符合國際汽車聯盟標準的賽車場。主要主辦超級聯賽方程式和中國房車錦標賽等等賽事。

## 旅游

### 全国重点文物保护单位
- 成吉思汗陵
- “独贵龙”运动旧址
- 秦直道遗址
- 阿尔寨石窟
- 城川城址
- 萨拉乌苏遗址
- 朱开沟遗址
- 霍洛柴登城址
- 十二连城城址
- 寨子圪旦遗址
- 准格尔召
- 沙日特莫图庙
- 桌子山岩画群

### 名勝古蹟
- 成吉思汗陵，5A级景区，位于伊金霍洛旗，成吉思汗衣冠冢所在处，是蒙古族的精神圣地
- 响沙湾，5A级景区，位于达拉特旗
- 九城宫景区，4A级景区，位于东胜区
- 鄂尔多斯野生动物园，4A级景区，位于东胜区
- 康巴什景区，国内第一家以整个城市为主题的4A级景区，位于康巴什区
- 大秦直道文化旅游景区，4A级景区，中国最早的“高速公路”，位于东胜区
- 恩格贝，4A级景区，库布其沙漠中的绿洲，位于达拉特旗
- 七星湖，4A级景区，沙漠生态旅游度假区，位于达拉特旗
- 黄河大峡谷，“黄河三峡”，位于准格尔旗
- 鄂尔多斯草原旅游区，4A级景区，不同于处于内蒙古中东部雨水较多的锡林郭勒草原和呼伦贝尔草原，鄂尔多斯草原属于荒漠型草原，横跨杭锦旗与伊金霍洛旗
- 十二连城
- 油松王
- 昭君坟
- 黄河万家寨水利枢纽
- 阿尔寨石窟
- 鄂尔多斯羊绒工业园
- 鄂尔多斯酒文化园区
- 统万城

### 国家级非物质文化遗产
- 成吉思汗祭典
- 鄂尔多斯婚礼
- 漫瀚调
- 蒙古族民歌（鄂尔多斯古如歌）

## 国际友好城市
- 蒙古国鄂尔登特（额尔登特）
- 美国布伦瑞克
- 瑞士蒙塔那联合市